# Winiges de Spoleto
Winiges (sau Winichis) (în limba latină: Winigisus) (d. 822) a fost duce de Spoleto (dux Spolitanus) de la anul 789 până la moarte.
Winiges a fost cel mai probabil un conducător franc din anturajul lui Carol cel Mare, care l-a trimis în 788 să îi aducă pe ducii longobarzi Hildeprand de Spoleto și Grimoald al III-lea de Benevento în cooperare cu trupele france pentru a lupta împotriva unei invazii a bizantinilor.
Această primă acțiune a lui Winiges a fost un succes, grecii conduși de Theodoros fiind înfrânți în Apulia. Cu toate acestea, Hildeprand, a murit în timpul acțiunii, iar Carol cel Mare l-a numit pe Winiges ca succesor în ducatul de Spoleto.
Mai târziu, Winiges a fost numit de către Carol să acționeze ca missus dominicus în Ducatul de Roma și, atunci când papa Leon al III-lea a fost alungat în 25 aprilie 799, Winiges a fost cel care i-a acordat refugiu la Spoleto până în momentul în care condițiile de la Roma i-au permis revenirea.
Winiges a mai fost implicat într-un război cu ducele Grimoald al III-lea de Benevento, fiind capturat în vreme ce era asediat la Lucera în 802. El a fost ținut captiv vreme de un an până să fie eliberat în 803.
Pe când papa Leon al III-lea era pe patul de moarte în 815, cetățenii din Roma s-au răsculat, iar regele Bernard l-a trimis pe Winiges la Roma pentru a suprima revolta.
În 822, Winiges a abandonat funcția și s-a retras la o mănăstire, unde a murit la puțină vreme după aceea. Succesorul său a fost Suppo I, Brixiæ civitatis comes ("conte al cetății Brescia").